# Michel Grimaud
Pour les articles homonymes, voir Grimaud.
Œuvres principales
- Les Contes de la Ficelle
- Le Tyran d'Axilane
- Le Passe-Monde

Michel Grimaud est le pseudonyme collectif de Marcelle Perriod (née le 11 octobre 1937 à Paris et morte le 22 janvier 2011) et de son mari Jean-Louis Fraysse (né le 28 juillet 1946 à Cransac dans l'Aveyron et mort le 27 juillet 2011), deux écrivains français vivant et travaillant en couple de 1968 au décès de Marcelle Perriod en 2011. Leurs genres de prédilection sont la science-fiction, le roman policier et la littérature d'enfance et de jeunesse. Grimaud est le petit village près duquel habite le couple et Michèle est le deuxième prénom de Marcelle Perriod. Le prénom du pseudonyme a été masculinisé à la demande d'un éditeur.

## Œuvres

### Romans pour adultes
- Malakansâr ou l'Éternité des pierres, Denoël, 1980.
- La Dame de cuir, Denoël, 1981[6].
- L'Arbre d'or, Denoël, 1983.
- 42, rue Saint-Sauveur, Liana Lévi, 1986.
- Un cave dans le charbon, Liana Lévi, 2006 (réédition de 42, rue Saint-Sauveur)[7].

### Œuvres pour la jeunesse
- Rhôor,  éd. Alsatia, coll. « Signe de piste », SSDP 2, 1971.
- Amaury, chevalier cathare, Robert Laffont, 1971.
- Les Pirates de Bornéo, Rageot, 1972.
- Rhôor et les Pillards, éd. Alsatia, coll. « Signe de piste », SSDP 22, 1972.
- La Ville sans soleil, Robert Laffont, 1973.
- La Terre des autres, Rageot, 1973.
- Le Peuple de la mer, Rageot, 1974.
- Pourquoi partir ?, Rageot, 1974.
- Des hommes traqués, Robert Laffont, 1975.
- Soleil à crédit, Rageot, 1975.
- Une chasse en été, GP, 1976.
- Les Insoumis de Terre-Neuve, GP, 1976.
- Les Esclaves de la joie, Duculot, 1977.
- L'Île sur l'Océan-Nuit, Robert Laffont, 1978.
- Les Vacances de Madame Nuit, Rageot, 1978.
- Le Grand Voyage d'Alexandre Tolpe, Rageot, illustrations Alain Millerand, 1979.
- Le Temps des gueux, Duculot, 1980.
- Les Contes de la Ficelle, Rageot, 1982.  Prix Sobrier-Arnould de l'Académie française 1983.
- Le Tyran d'Axilane, Gallimard, 1982. Grand prix de la science-fiction française 1983.
- Le Jour du Gombo, La Farandole, 1982.
- Le Paradis des autres, Rageot, 1983 (réédition de La terre des autres).
- Les Pataplafs, La Farandole, 1985.
- L'Enfant de la mer, illustrations d'André Dahan, Bayard, 1986.
- Le Passe-monde, La Farandole, 1986. Grand prix de littérature pour la jeunesse.
- Le Coffre magique, Bayard, 1989.
- Coup de cœur, Duculot, 1992.
- L'assassin crève l'écran, Rageot, 1992.
- Père Loup, Flammarion, 1993.
- Un milliard de trop, Hachette, 1993.
- Les Aventures de la Ficelle, Flammarion, 1993 (réédition des Contes de la Ficelle).
- Le Fantôme des Cassegrain, Hachette, 1994.
- Règlement de comptes en morte-saison, Rageot, 1994.
- Drôles de vacances pour l'inspecteur, Rageot, 1996.
- Le Meilleur Détective du monde, Gallimard, 1997.
- L'Inconnu dans le frigo, Flammarion, 1997.
- Chapeau les tueurs !, Rageot, 1997.
- La Ville hors du temps, Gallimard, 1999.
- Les Larmes de la terre, Actes Sud, 2000 (réédition de Des hommes traqués).
- Le Violon maudit, Gallimard, 2000.
- Une ombre sur le toit, Rageot, 2002.
- Cache-cache mortel, Gallimard, 2003.
- Le Recruteur, Mijade, 2010 (réédition du Temps des gueux).

## Prix et distinctions
- 1976 : (international) « Honor List »[8], de l' IBBY, pour Des hommes traqués
- 1983 : Prix Sobrier-Arnould de l'Académie française pour Les Contes de la Ficelle
- 1983 : Grand prix de la science-fiction française pour Le Tyran d'Axilane